# 741647 Davidge
741647 Davidge è un asteroide della fascia principale esterna. Scoperto nel 2006, presenta un'orbita caratterizzata da un semiasse maggiore pari a 3,196024 UA e da un'eccentricità di 0,117230, inclinata di 15,249462° rispetto all'eclittica.